# Aciurina thoracica
Aciurina thoracica är en tvåvingeart som beskrevs av Charles Howard Curran 1932. Aciurina thoracica ingår i släktet Aciurina och familjen borrflugor. Inga underarter finns listade i Catalogue of Life.